# 田布施町立田布施西小学校
田布施町立田布施西小学校（たぶせちょうりつ たぶせにししょうがっこう）は、山口県熊毛郡田布施町にある公立小学校。

## 概要
田布施町は山口県南東部に位置し、瀬戸内海に面した町で中央部は平坦地、瀬戸内海型気候区に属している。学校は西部の農村地帯で県道163号が近く、北東方向にはJR山陽本線田布施駅がある。児童数は、2020年5月1日現在で184名。

## 沿革
- 1961年（昭和36年）4月 - 国木小学校、竹尾小学校、西田布施小学校の3校を統合して、田布施西小学校として発足
- 1962年（昭和37年）10月 - 講堂竣工
- 1969年（昭和44年）7月 - プール竣工
- 1971年（昭和46年）11月 - 校歌制定発表会
- 1981年（昭和56年）3月 - 新校舎落成
- 2002年（平成14年）3月 - 校舎本館全面改築竣工
- 2005年（平成17年）3月 - 台風被害により校舎屋上、講堂の補修工事
- 2011年（平成23年）3月 - 講堂耐震工事

## 教育目標
「だれもが行きたくなる学校」五つの気があふれる西小っ子の育成

## 学校行事
| - 4月 始業式、入学式 - 5月 - 6月 | - 7月 終業式 - 8月 - 9月 始業式、運動会 | - 10月 修学旅行 - 11月 持久走大会 - 12月 終業式 | - 1月 始業式 - 2月 - 3月 卒業式、修了式 |

## 通学区域
- 竹尾、中西、岸田団地、大国木、真殿、瀬戸、矢蔵、西田布施、砂田、定井手、名倉、石迫、長田、御蔵戸、中央南[1]

## 進学先中学校
- 田布施中学校[1]

## 校区内の主な施設
- 田布施町立田布施中学校
- 田布施町役場
- 田布施町 郷土館
- 田布施町地域交流館
- 田布施町商工会
- 田布施町 保健センター

## 交通
- JR西日本山陽本線田布施駅から南西に徒歩約20分（約1.6キロメートル）